# Maija Grotell
Maija (Majlis) Grotell (Helsinki, 19 de agosto de 1899-Míchigan, 6 de diciembre de 1973) fue una influyente ceramista y educadora finlandesa-estadounidense. Se la describe como la "Madre de la cerámica estadounidense". 

## Educación

### Finlandia
Grotell cursó seis años de estudios de postgrado en la Universidad de Arte y Diseño de Helsinki ubicada en el Ateneum. Para poder costearlos trabajó como diseñadora textil y en el Museo Nacional de Finlandia. Incapaz de encontrar trabajo después de graduarse, Grotell se trasladó a Nueva York en 1927.  Escogió Estados Unidos porque estaba menos regulado y ofrecía más oportunidades para ceramistas y mujeres. Posteriormente comentó que "después de tres días en Nueva York, sólo con el teléfono, ya había encontrado trabajo".

### Estados Unidos
Durante su primer verano en los Estados Unidos, Grotell acudió a la Universidad Alfred para trabajar con Charles Fergus Binns. Discrepó de Binns sobre su metodología de enseñanza, prefiriendo el torno de alfarero al método que utilizaba Binns. La cerámica de torno no era común en los Estados Unidos en ese momento. Los alfareros estadounidenses comúnmente usaban la técnica de churros, colado de barbotina o la técnica de planchas. Grotell y otros emigrados europeos como Gertrude Natzler y Otto Natzler y Marguerite Wildenhain, fueron responsables en gran medida de la introducción de las técnicas europeas a los Estados Unidos. Su habilidad con el torno de alfarero resultó beneficiosa para Grotell; a menudo se le pedía que hiciera demostraciones de la técnica y podía encontrar trabajo fácilmente enseñando en toda la ciudad de Nueva York. En 1938, Grotell asumió el cargo de directora del programa de cerámica en la Academia de Arte Cranbrook en Bloomfield Hills.  Grotell dudó en aceptar el puesto en Cranbrook. En un principio, la habían rechazado porque la escuela prefería un instructor masculino. Cuando se le ofreció el puesto al año siguiente, Grotell temió perder su autonomía como mujer independiente y que el mérito de su éxito se atribuyera a sus colegas masculinos.

## Trayectoria

#### Academia de Arte de Cranbrook

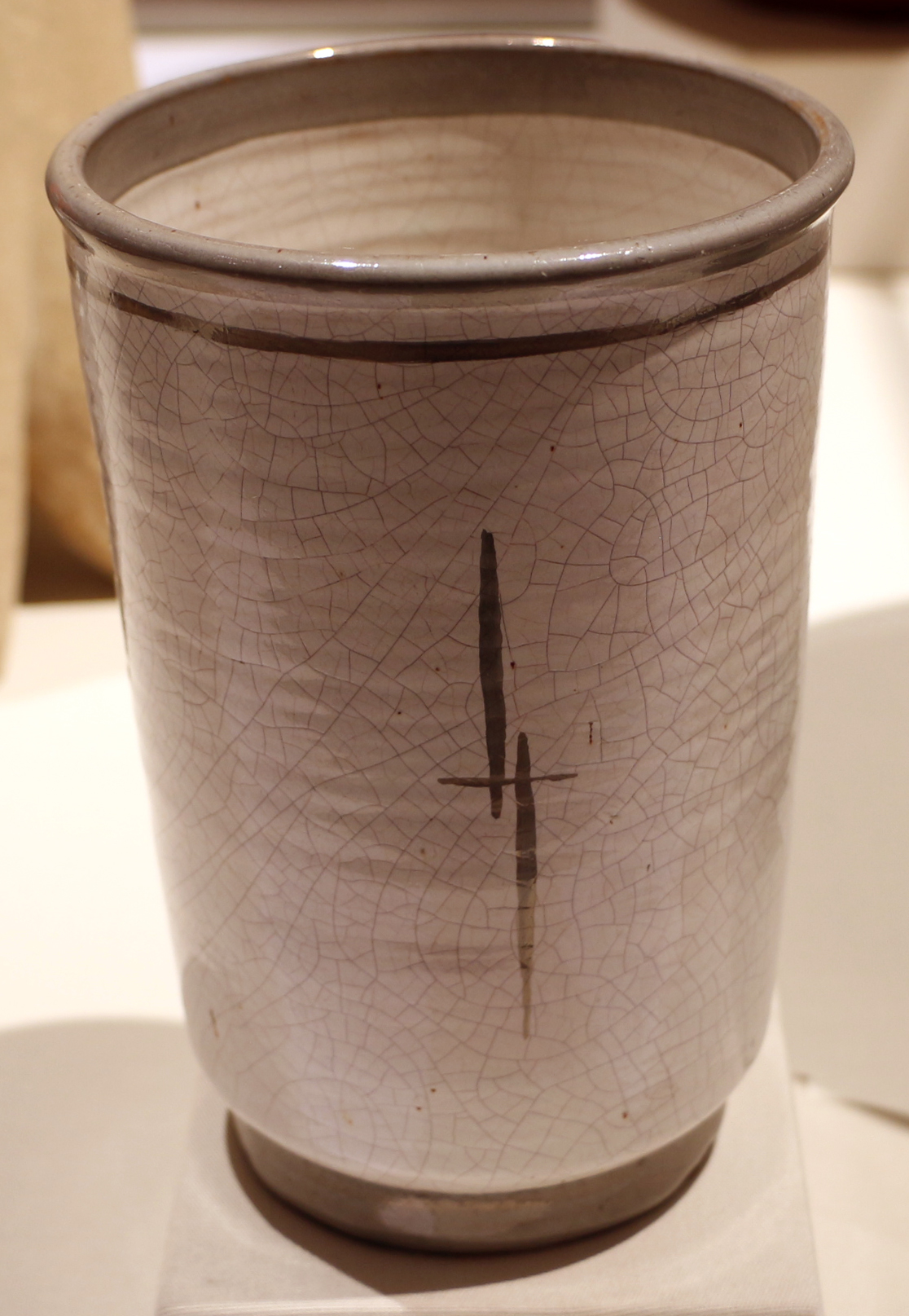
Vaso, 1935.

En Cranbrook, trabajó principalmente con esmaltes de alta temperatura y piezas de gres. Durante su carrera de tres décadas, fue una ávida experimentadora investigando una variedad de productos químicos de vidriado, hornos y soportes de arcilla. Sus fórmulas de vidriado siguen siendo una parte importante de su legado, ya que influyeron en generaciones de estudiantes y allanaron el camino para el uso de la cerámica en la arquitectura, después de que su colega Eero Saarinen usara sus vidriados para el exterior del Centro Técnico de General Motors.
Como profesora, Grotell fue una instructora innovadora y comprometida. Desalentó la imitación y alentó a su alumnado a desarrollar su estética individual. Se sabía que Grotell trabajaba toda la noche en el estudio en su propia obra después de enseñar, regresaba rápidamente a casa para cambiarse la ropa y luego regresaba al estudio antes de que llegara alguien. Su disciplina de trabajo acabó pasándole factura. A principios de la década de 1960 desarrolló una dolencia muscular que limitó su capacidad para realizar movimientos de lanzamiento, lo que afectó a su producción creativa. Cuando se retiró de Cranbrook en 1966, había convertido el departamento de cerámica en uno de los más destacados de los Estados Unidos. Fue responsable de capacitar a muchos ceramistas líderes, incluidos Marie Woo, Jan Sultz, Richard De Vore, John Parker Glick, Howard Kottler, Suzanne Stephenson y John Stephenson, Toshiko Takaezu y Jeff Schlanger.

## Reconocimientos
Aunque Grotell se enfrentó a importantes dificultades por ser una mujer soltera, tuvo mucho éxito. En 1929 recibió el Diploma de Colaboradora en la Exposición Internacional de Barcelona. En 1936 fue la primera mujer en ganar un premio en el Ceramic National y en 1938 fue nombrada maestra artesana por la Boston Society of the Arts and Crafts. En 1937 recibió la medalla de plata en la Exposición Internacional de París.  Su trabajo se mostró a nivel nacional en un momento en que la cerámica no se exhibía con frecuencia. Continuó participando en el Cerámica Nacional todos los años entre 1933 y 1960. Hoy en día, su trabajo se puede encontrar en las colecciones de muchos museos destacados, incluido el Museo Metropolitano de Arte, el Museo de Arte Smart, el Museo de Arte y Diseño de Nueva York, el Museo de Arte de Cantón en Ohio, el Museo de Brooklyn, el Museo de Arte David Owsley, el Museo de Arte del Condado de Los Ángeles, el Instituto de Artes de Detroit, el Museo de Arte Carnegie, el Museo de Bellas Artes, Boston, el Museo de Arte de Cranbrook, el Museo de Arte de la Universidad de Míchigan, la Galería de Arte de la Universidad de Yale, y el Instituto de Arte de Chicago.